# Список матчів ФК «Шахтар» (Донецьк) у єврокубкових турнірах
Нижче наведено список усіх матчів футбольного клубу «Шахтар» (Донецьк) у турнірах під егідою УЄФА, місця проведення цих матчів, а також автори забитих м'ячів у складі гірників.
«Шахтар» бере участь у єврокубках з 1976 року, він неодноразово брав участь у Лізі чемпіонів УЄФА, Кубку УЄФА/Лізі Європи УЄФА, Суперкубку УЄФА, Кубку володарів кубків УЄФА, Кубку Інтертото УЄФА. Станом на 14 серпня 2025 року клуб провів 296 матчів на європейській арені та здобув 128 перемог, 62 гри зіграв внічию і 106 разів програв, з загальною різницею м'ячів 447:425.
Найбільшим досягненням донеччан є виграш Кубка УЄФА сезону 2008—2009. У фінальному матчі гірники були сильнішими за «Вердер» з Бремена (Німеччина).

## Матчі
| #                                              | Дата       | Турнір                        | Місце              | Стадіон                                           | Суперник                 | Рахунок | В складі Шахтаря голи забили                  |
| ---------------------------------------------- | ---------- | ----------------------------- | ------------------ | ------------------------------------------------- | ------------------------ | ------- | --------------------------------------------- |
| 1-й єврокубковий сезон                         |            |                               |                    |                                                   |                          |         |                                               |
| Тренер — Володимир Сальков                     |            |                               |                    |                                                   |                          |         |                                               |
| 01                                             | 15-09-1976 | Кубок УЄФА, 1-й раунд         | СРСР               | ЦС «Шахтар», Донецьк                              | «Динамо» Берлін          | 3:0     | Роговський, Соколовський, Старухін            |
| 02                                             | 29-09-1976 | Кубок УЄФА, 1-й раунд         | НДР                | «Фрідріх Людвіг Ян Шпортпарк», Берлін             | «Динамо» Берлін          | 1:1     | Роговський                                    |
| 03                                             | 20-10-1976 | Кубок УЄФА, 2-й раунд         | СРСР               | ЦС «Шахтар», Донецьк                              | «Гонвед»                 | 3:0     | Шевлюк, Старухін, Васін                       |
| 04                                             | 03-11-1976 | Кубок УЄФА, 2-й раунд         | Угорщина           | «Непштадіон», Будапешт                            | «Гонвед»                 | 3:2     | Шевлюк, Резник—2                              |
| 05                                             | 24-11-1976 | Кубок УЄФА, 3-й раунд         | Італія             | «Коммунале», Турин                                | «Ювентус»                | 0:3     |                                               |
| 06                                             | 08-12-1976 | Кубок УЄФА, 3-й раунд         | СРСР               | ЦС «Шахтар», Донецьк                              | «Ювентус»                | 1:0     | Шевлюк                                        |
| 2-й єврокубковий сезон                         |            |                               |                    |                                                   |                          |         |                                               |
| 07                                             | 13-09-1978 | Кубок Кубків, 1-й раунд       | Іспанія            | «Камп Ноу», Барселона                             | «Барселона»              | 0:3     |                                               |
| 08                                             | 27-09-1978 | Кубок Кубків, 1-й раунд       | СРСР               | ЦС «Шахтар», Донецьк                              | «Барселона»              | 1:1     | Резник                                        |
| 3-й єврокубковий сезон                         |            |                               |                    |                                                   |                          |         |                                               |
| Тренер — Віктор Носов                          |            |                               |                    |                                                   |                          |         |                                               |
| 09                                             | 19-09-1979 | Кубок УЄФА, 1-й раунд         | СРСР               | ЦС «Шахтар», Донецьк                              | «Монако»                 | 2:1     | Соколовський—2                                |
| 10                                             | 01-10-1979 | Кубок УЄФА, 1-й раунд         | Монако             | «Луї ІІ», Фонтвілль                               | «Монако»                 | 0:2     |                                               |
| 4-й єврокубковий сезон                         |            |                               |                    |                                                   |                          |         |                                               |
| 11                                             | 17-09-1980 | Кубок УЄФА, 1-й раунд         | СРСР               | ЦС «Шахтар», Донецьк                              | «Айнтрахт»               | 1:0     | Старухін                                      |
| 12                                             | 01-10-1980 | Кубок УЄФА, 1-й раунд         | ФРН                | «Вальдштадион», Франкфурт-на-Майні                | «Айнтрахт»               | 0:3     |                                               |
| 5-й єврокубковий сезон                         |            |                               |                    |                                                   |                          |         |                                               |
| 13                                             | 14-09-1983 | Кубок Кубків, 1-й раунд       | Данія              | «Нюкебінг Фальстер Ідретспарк», Нюкебінг Фальстер | «Б 1901»                 | 5:1     | Морозов—2, Грачов—2, Раденко                  |
| 14                                             | 28-09-1983 | Кубок Кубків, 1-й раунд       | СРСР               | ЦС «Шахтар», Донецьк                              | «Б 1901»                 | 4:2     | Морозов—2, Соколовський, Грачов               |
| 15                                             | 19-10-1983 | Кубок Кубків, 2-й раунд       | СРСР               | ЦС «Шахтар», Донецьк                              | «Серветт»                | 1:0     | Грачов                                        |
| 16                                             | 01-11-1983 | Кубок Кубків, 2-й раунд       | Швейцарія          | «Шарміль», Женева                                 | «Серветт»                | 2:1     | Варнавський—2                                 |
| 17                                             | 07-03-1984 | Кубок Кубків, 1/4             | Португалія         | «Даш Анташ», Порту                                | «Порту»                  | 2:3     | Морозов, Соколовський                         |
| 18                                             | 21-03-1984 | Кубок Кубків, 1/4             | СРСР               | ЦС «Шахтар», Донецьк                              | «Порту»                  | 1:1     | Грачов                                        |
| 6-й єврокубковий сезон                         |            |                               |                    |                                                   |                          |         |                                               |
| Тренер — Валерій Яремченко                     |            |                               |                    |                                                   |                          |         |                                               |
| 19                                             | 09-08-1994 | Кубок УЄФА, попер. раунд      | Норвегія           | «Оросен», Ліллестрем                              | «Ліллестрем»             | 1:4     | Петров                                        |
| 20                                             | 23-08-1994 | Кубок УЄФА, попер. раунд      | Україна            | ЦС «Шахтар», Донецьк                              | «Ліллестрем»             | 2:0     | Орбу, Петров                                  |
| 7-й єврокубковий сезон                         |            |                               |                    |                                                   |                          |         |                                               |
| Тренер — Володимир Сальков                     |            |                               |                    |                                                   |                          |         |                                               |
| 21                                             | 10-08-1995 | Кубок Кубків, кв. раунд       | Україна            | ЦС «Шахтар», Донецьк                              | «Лінфілд»                | 4:1     | Ателькін, Орбу—2, Матвєєв                     |
| 22                                             | 24-08-1995 | Кубок Кубків, кв. раунд       | Північна Ірландія  | «Віндзор-Парк», Белфаст                           | «Лінфілд»                | 1:0     | Воскобойник                                   |
| Тренер — Михайло Соколовський, Валерій Рудаков |            |                               |                    |                                                   |                          |         |                                               |
| 23                                             | 14-09-1995 | Кубок Кубків, 1-й раунд       | Бельгія            | «Олімпійський», Брюгге                            | «Брюгге»                 | 0:1     |                                               |
| 24                                             | 24-09-1995 | Кубок Кубків, 1-й раунд       | Україна            | ЦС «Шахтар», Донецьк                              | «Брюгге»                 | 1:1     | Воскобойник                                   |
| 8-й єврокубковий сезон                         |            |                               |                    |                                                   |                          |         |                                               |
| 25                                             | 23-06-1996 | Кубок Інтертото, ГЕ           | Швейцарія          | «Санкт-Якоб», Базель                              | «Базель»                 | 2:2     | Осташов, Пятенко                              |
| 26                                             | 29-06-1996 | Кубок Інтертото, ГЕ           | Україна            | ЦС «Шахтар», Донецьк                              | «Атака-Аура»             | 1:2     | Яксманицький                                  |
| 27                                             | 06-07-1996 | Кубок Інтертото, ГЕ           | Росія              | «Центральний», Волгоград                          | «Ротор»                  | 1:4     | Ковальов                                      |
| 28                                             | 20-07-1996 | Кубок Інтертото, ГЕ           | Україна            | ЦС «Шахтар», Донецьк                              | «Анталіяспор»            | 1:0     | Кривенцов                                     |
| 9-й єврокубковий сезон                         |            |                               |                    |                                                   |                          |         |                                               |
| Тренер — Валерій Яремченко                     |            |                               |                    |                                                   |                          |         |                                               |
| 29                                             | 14-08-1997 | Кубок Кубків, кв. раунд       | Молдова            | «Республіканський», Кишинів                       | «Зімбру»                 | 1:1     | Ателькін                                      |
| 30                                             | 24-08-1997 | Кубок Кубків, кв. раунд       | Україна            | ЦС «Шахтар», Донецьк                              | «Зімбру»                 | 3:0     | Орбу, Ателькін, Кривенцов                     |
| 31                                             | 18-09-1997 | Кубок Кубків, 1-й раунд       | Португалія         | «Бесса», Порту                                    | «Боавішта»               | 3:2     | Зубов, Ателькін—2                             |
| 32                                             | 02-10-1997 | Кубок Кубків, 1-й раунд       | Україна            | ЦС «Шахтар», Донецьк                              | «Боавішта»               | 1:1     | Поцхверія                                     |
| 33                                             | 23-10-1997 | Кубок Кубків, 2-й раунд       | Україна            | ЦС «Шахтар», Донецьк                              | «Віченца»                | 1:3     | Зубов                                         |
| 34                                             | 06-11-1997 | Кубок Кубків, 2-й раунд       | Італія             | «Стадіо Ромео Менті», Віченца                     | «Віченца»                | 1:2     | Ателькін                                      |
| 10-й єврокубковий сезон                        |            |                               |                    |                                                   |                          |         |                                               |
| 35                                             | 22-07-1998 | Кубок УЄФА, 1КР               | Україна            | ЦС «Шахтар», Донецьк                              | «Біркіркара»             | 2:1     | Ю. Селезньов, Кривенцов                       |
| 36                                             | 29-07-1998 | Кубок УЄФА, 1КР               | Мальта             | «Національний стадіон», Та-Калі                   | «Біркіркара»             | 4:0     | Ю. Селезньов, Кривенцов, Ковальов—2           |
| 37                                             | 13-08-1998 | Кубок УЄФА, 2КР               | Швейцарія          | «Летцігрунд», Цюрих                               | «Цюрих»                  | 0:4     |                                               |
| 38                                             | 25-08-1998 | Кубок УЄФА, 2КР               | Україна            | ЦС «Шахтар», Донецьк                              | «Цюрих»                  | 3:2     | Орбу—2, Штолцерс                              |
| 11-й єврокубковий сезон                        |            |                               |                    |                                                   |                          |         |                                               |
| Тренер — Анатолій Бишовець                     |            |                               |                    |                                                   |                          |         |                                               |
| 39                                             | 10-08-1999 | Кубок УЄФА, кв. раунд         | Україна            | ЦС «Шахтар», Донецьк                              | «Сілекс»                 | 3:1     | Ю. Селезньов, Штолцерс—2                      |
| 40                                             | 26-08-1999 | Кубок УЄФА, кв. раунд         | Північна Македонія | «Міський стадіон», Кратово                        | «Сілекс»                 | 1:2     | Ю. Селезньов                                  |
| 41                                             | 16-09-1999 | Кубок УЄФА, 1-й раунд         | Нідерланди         | «Каальгейде», Керкраде                            | «Рода»                   | 0:2     |                                               |
| 42                                             | 30-09-1999 | Кубок УЄФА, 1-й раунд         | Україна            | ЦС «Шахтар», Донецьк                              | «Рода»                   | 1:3     | Беньо                                         |
| 12-й єврокубковий сезон                        |            |                               |                    |                                                   |                          |         |                                               |
| Тренер — Віктор Прокопенко                     |            |                               |                    |                                                   |                          |         |                                               |
| 43                                             | 26-07-2000 | Ліга Чемпіонів, 2КР           | Україна            | ЦС «Шахтар», Донецьк                              | «Левадія»                | 4:1     | Ателькін—3, Бєлік                             |
| 44                                             | 02-08-2000 | Ліга Чемпіонів, 2КР           | Естонія            | «Кадріорг», Таллінн                               | «Левадія»                | 5:1     | Воробей—3, Ателькін, Зубов                    |
| 45                                             | 09-08-2000 | Ліга Чемпіонів, 3КР           | Україна            | ЦС «Шахтар», Донецьк                              | «Славія»                 | 0:1     |                                               |
| 46                                             | 22-08-2000 | Ліга Чемпіонів, 3КР           | Чехія              | «Страхов», Прага                                  | «Славія»                 | 2:0     | Воробей, Ателькін                             |
| 47                                             | 12-09-2000 | Ліга Чемпіонів, 1-й ГЕ        | Україна            | ЦС «Шахтар», Донецьк                              | «Лаціо»                  | 0:3     |                                               |
| 48                                             | 20-09-2000 | Ліга Чемпіонів, 1-й ГЕ        | Англія             | «Гайбері», Лондон                                 | «Арсенал»                | 2:3     | Бахарєв, Воробей                              |
| 49                                             | 27-09-2000 | Ліга Чемпіонів, 1-й ГЕ        | Чехія              | «Летна», Прага                                    | «Спарта»                 | 2:3     | Зубов, Абрамов                                |
| 50                                             | 17-10-2000 | Ліга Чемпіонів, 1-й ГЕ        | Україна            | ЦС «Шахтар», Донецьк                              | «Спарта»                 | 2:1     | Глевецкас, Зубов                              |
| 51                                             | 25-10-2000 | Ліга Чемпіонів, 1-й ГЕ        | Італія             | «Стадіо Олімпіко», Рим                            | «Лаціо»                  | 1:5     | Воробей                                       |
| 52                                             | 07-11-2000 | Ліга Чемпіонів, 1-й ГЕ        | Україна            | ЦС «Шахтар», Донецьк                              | «Арсенал»                | 3:0     | Ателькін, Воробей, Бєлік                      |
| 53                                             | 23-11-2000 | Кубок УЄФА, 3-й раунд         | Україна            | ЦС «Шахтар», Донецьк                              | «Сельта»                 | 0:0     |                                               |
| 54                                             | 07-12-2000 | Кубок УЄФА, 3-й раунд         | Іспанія            | «Балаідос», Віго                                  | «Сельта»                 | 0:1     |                                               |
| 13-й єврокубковий сезон                        |            |                               |                    |                                                   |                          |         |                                               |
| 55                                             | 25-07-2001 | Ліга Чемпіонів, 2КР           | Україна            | ЦС «Шахтар», Донецьк                              | «Лугано»                 | 3:0     | Бахарєв, Тимощук, Воробей                     |
| 56                                             | 31-07-2001 | Ліга Чемпіонів, 2КР           | Швейцарія          | «Корнаредо», Лугано                               | «Лугано»                 | 1:2     | Агахова                                       |
| 57                                             | 07-08-2001 | Ліга Чемпіонів, 3КР           | Україна            | ЦС «Шахтар», Донецьк                              | «Боруссія» Дортмунд      | 0:2     |                                               |
| 58                                             | 22-08-2001 | Ліга Чемпіонів, 3КР           | Німеччина          | «Вестфаленштадіон», Дортмунд                      | «Боруссія» Дортмунд      | 1:3     | Агахова                                       |
| 59                                             | 20-09-2001 | Кубок УЄФА, 1-й раунд         | Болгарія           | «Болгарска Армія», Софія                          | «ЦСКА» Софія             | 0:3     |                                               |
| 60                                             | 27-09-2001 | Кубок УЄФА, 1-й раунд         | Україна            | ЦС «Шахтар», Донецьк                              | «ЦСКА» Софія             | 2:1     | Зубов, Воробей                                |
| 14-й єврокубковий сезон                        |            |                               |                    |                                                   |                          |         |                                               |
| Тренер — Невіо Скала                           |            |                               |                    |                                                   |                          |         |                                               |
| 61                                             | 14-08-2002 | Ліга Чемпіонів, 3КР           | Україна            | ЦС «Шахтар», Донецьк                              | «Брюгге»                 | 1:1     | Агахова                                       |
| 62                                             | 28-08-2002 | Ліга Чемпіонів, 3КР           | Бельгія            | «Ян Брейдел», Брюгге                              | «Брюгге»                 | 1:11:4  | Воробей                                       |
| 63                                             | 17-09-2002 | Кубок УЄФА, 1-й раунд         | Австрія            | «Ернст Гаппель», Відень                           | «Аустрія»                | 1:5     | Бєлік                                         |
| Тренер — Валерій Яремченко                     |            |                               |                    |                                                   |                          |         |                                               |
| 64                                             | 01-10-2002 | Кубок УЄФА, 1-й раунд         | Україна            | ЦС «Шахтар», Донецьк                              | «Аустрія»                | 1:0     | Левандовський                                 |
| 15-й єврокубковий сезон                        |            |                               |                    |                                                   |                          |         |                                               |
| Тренер — Бернд Шустер                          |            |                               |                    |                                                   |                          |         |                                               |
| 65                                             | 30-07-2003 | Ліга Чемпіонів, 2КР           | Молдова            | «Шериф», Тирасполь                                | «Шериф»                  | 0:0     |                                               |
| 66                                             | 06-08-2003 | Ліга Чемпіонів, 2КР           | Україна            | ЦС «Шахтар», Донецьк                              | «Шериф»                  | 2:0     | Вукич, Брандау                                |
| 67                                             | 13-08-2003 | Ліга Чемпіонів, 3КР           | Україна            | ЦС «Шахтар», Донецьк                              | «Локомотив»              | 1:0     | Вукич                                         |
| 68                                             | 27-08-2003 | Ліга Чемпіонів, 3КР           | Росія              | «Локомотив», Москва                               | «Локомотив»              | 1:3     | Левандовський                                 |
| 69                                             | 24-09-2003 | Кубок УЄФА, 1-й раунд         | Румунія            | «Динамо», Бухарест                                | «Динамо» Бухарест        | 0:2     |                                               |
| 70                                             | 15-10-2003 | Кубок УЄФА, 1-й раунд         | Україна            | ЦС «Шахтар», Донецьк                              | «Динамо» Бухарест        | 2:3     | Агахова—2                                     |
| 16-й єврокубковий сезон                        |            |                               |                    |                                                   |                          |         |                                               |
| Тренер — Мірча Луческу                         |            |                               |                    |                                                   |                          |         |                                               |
| 71                                             | 27-07-2004 | Ліга Чемпіонів, 2КР           | Вірменія           | «Республіканський», Єреван                        | «Пюнік»                  | 3:1     | Маріка—2, Агахова                             |
| 72                                             | 04-08-2004 | Ліга Чемпіонів, 2КР           | Україна            | РСК «Олімпійський», Донецьк                       | «Пюнік»                  | 1:0     | Гюбшман                                       |
| 73                                             | 11-08-2004 | Ліга Чемпіонів, 3КР           | Україна            | РСК «Олімпійський», Донецьк                       | «Брюгге»                 | 4:1     | Агахова, Маріка, Воробей, Брандау             |
| 74                                             | 25-08-2004 | Ліга Чемпіонів, 3КР           | Бельгія            | «Ян Брейдел», Брюгге                              | «Брюгге»                 | 2:2     | Вукич—2                                       |
| 75                                             | 14-09-2004 | Ліга Чемпіонів, ГЕ            | Україна            | РСК «Олімпійський», Донецьк                       | «Мілан»                  | 0:1     |                                               |
| 76                                             | 29-09-2004 | Ліга Чемпіонів, ГЕ            | Іспанія            | «Камп Ноу», Барселона                             | «Барселона»              | 0:3     |                                               |
| 77                                             | 20-10-2004 | Ліга Чемпіонів, ГЕ            | Україна            | РСК «Олімпійський», Донецьк                       | «Селтік»                 | 3:0     | Матузалем—2, Брандау                          |
| 78                                             | 02-11-2004 | Ліга Чемпіонів, ГЕ            | Шотландія          | «Селтік Парк», Глазго                             | «Селтік»                 | 0:1     |                                               |
| 79                                             | 24-11-2004 | Ліга Чемпіонів, ГЕ            | Італія             | «Джузеппе Меацца», Мілан                          | «Мілан»                  | 0:4     |                                               |
| 80                                             | 07-12-2004 | Ліга Чемпіонів, ГЕ            | Україна            | РСК «Олімпійський», Донецьк                       | «Барселона»              | 2:0     | Агахова—2                                     |
| 81                                             | 16-02-2005 | Кубок УЄФА, 1/16              | Україна            | РСК «Олімпійський», Донецьк                       | «Шальке 04»              | 1:1     | Брандау                                       |
| 82                                             | 24-02-2005 | Кубок УЄФА, 1/16              | Німеччина          | «АуфШальке», Гельзенкірхен                        | «Шальке 04»              | 1:0     | Агахова                                       |
| 83                                             | 10-03-2005 | Кубок УЄФА, 1/8               | Україна            | РСК «Олімпійський», Донецьк                       | «АЗ»                     | 1:3     | Матузалем                                     |
| 84                                             | 16-03-2005 | Кубок УЄФА, 1/8               | Нідерланди         | «Алкмардергут», Алкмаар                           | «АЗ»                     | 1:2     | Агахова                                       |
| 17-й єврокубковий сезон                        |            |                               |                    |                                                   |                          |         |                                               |
| 85                                             | 10-08-2005 | Ліга Чемпіонів, 3КР           | Україна            | РСК «Олімпійський», Донецьк                       | «Інтернаціонале»         | 0:2     |                                               |
| 86                                             | 24-08-2005 | Ліга Чемпіонів, 3КР           | Італія             | «Джузеппе Меацца», Донецьк                        | «Інтернаціонале»         | 1:1     | Елано                                         |
| 87                                             | 15-09-2005 | Кубок УЄФА, 1-й раунд         | Україна            | РСК «Олімпійський», Донецьк                       | «Дебрецен»               | 4:1     | Елано, Брандау—2, Воробей                     |
| 88                                             | 29-09-2005 | Кубок УЄФА, 1-й раунд         | Угорщина           | «Олах Габор Ут», Дебрецен                         | «Дебрецен»               | 2:0     | Брандау, Елано                                |
| 89                                             | 20-10-2005 | Кубок УЄФА, ГЕ                | Україна            | РСК «Олімпійський», Донецьк                       | «ПАОК»                   | 1:0     | Брандау                                       |
| 90                                             | 03-11-2005 | Кубок УЄФА, ГЕ                | Німеччина          | «Готтліб Даймлер», Штутгарт                       | «Штутгарт»               | 2:0     | Фернандінью, Маріка                           |
| 91                                             | 24-11-2005 | Кубок УЄФА, ГЕ                | Україна            | РСК «Олімпійський», Донецьк                       | «Рапід» Бухарест         | 0:1     |                                               |
| 92                                             | 01-12-2005 | Кубок УЄФА, ГЕ                | Франція            | «Рут де Лор'ян», Ренн                             | «Ренн»                   | 1:0     | Елано                                         |
| 93                                             | 15-02-2006 | Кубок УЄФА, 1/16              | Франція            | «Лілль-Метрополь», Лілль                          | «Лілль»                  | 2:3     | Брандау, Маріка                               |
| 94                                             | 23-02-2006 | Кубок УЄФА, 1/16              | Україна            | РСК «Олімпійський», Донецьк                       | «Лілль»                  | 0:0     |                                               |
| 18-й єврокубковий сезон                        |            |                               |                    |                                                   |                          |         |                                               |
| 95                                             | 09-08-2006 | Ліга Чемпіонів, 3КР           | Україна            | РСК «Олімпійський», Донецьк                       | «Легія»                  | 1:0     | Елано                                         |
| 96                                             | 23-08-2006 | Ліга Чемпіонів, 3КР           | Польща             | «Війська Польського», Варшава                     | «Легія»                  | 3:2     | Маріка—2, Фернандінью                         |
| 97                                             | 12-09-2006 | Ліга Чемпіонів, ГЕ            | Італія             | «Стадіо Олімпіко», Рим                            | «Рома»                   | 0:4     |                                               |
| 98                                             | 27-09-2006 | Ліга Чемпіонів, ГЕ            | Україна            | РСК «Олімпійський», Донецьк                       | «Олімпіакос»             | 2:2     | Матузалем, Маріка                             |
| 99                                             | 18-10-2006 | Ліга Чемпіонів, ГЕ            | Іспанія            | «Месталья», Валенсія                              | «Валенсія»               | 0:2     |                                               |
| 100                                            | 31-10-2006 | Ліга Чемпіонів, ГЕ            | Україна            | РСК «Олімпійський», Донецьк                       | «Валенсія»               | 2:2     | Жадсон, Фернандінью                           |
| 101                                            | 22-11-2006 | Ліга Чемпіонів, ГЕ            | Україна            | РСК «Олімпійський», Донецьк                       | «Рома»                   | 1:0     | Маріка                                        |
| 102                                            | 05-12-2006 | Ліга Чемпіонів, ГЕ            | Греція             | «Георгіос Караїскакіс», Пірей                     | «Олімпіакос»             | 1:1     | Матузалем                                     |
| 103                                            | 14-02-2007 | Кубок УЄФА, 1/16              | Україна            | РСК «Олімпійський», Донецьк                       | «Нансі»                  | 1:1     | Срна                                          |
| 104                                            | 22-02-2007 | Кубок УЄФА, 1/16              | Франція            | «Марсель Піко», Томблен                           | «Нансі»                  | 1:0     | Фернандінью                                   |
| 105                                            | 08-03-2007 | Кубок УЄФА, 1/8               | Іспанія            | «Рамон Санчес Пісхуан», Севілья                   | «Севілья»                | 2:2     | Гюбшман, Матузалем                            |
| 106                                            | 15-03-2007 | Кубок УЄФА, 1/8               | Україна            | РСК «Олімпійський», Донецьк                       | «Севілья»                | 2:3     | Матузалем, Елано                              |
| 19-й єврокубковий сезон                        |            |                               |                    |                                                   |                          |         |                                               |
| 107                                            | 31-07-2007 | Ліга Чемпіонів, 2КР           | Вірменія           | «Республіканський», Єреван                        | «Пюнік»                  | 2:0     | Гладкий, Брандау                              |
| 108                                            | 08-08-2007 | Ліга Чемпіонів, 2КР           | Україна            | РСК «Олімпійський», Донецьк                       | «Пюнік»                  | 2:1     | Брандау, Гладкий                              |
| 109                                            | 15-08-2007 | Ліга Чемпіонів, 3КР           | Австрія            | «Вальс-Зіценгайм», Вальс-Зіценгайм                | «Зальцбург»              | 0:1     |                                               |
| 110                                            | 29-08-2007 | Ліга Чемпіонів, 3КР           | Україна            | РСК «Олімпійський», Донецьк                       | «Зальцбург»              | 3:1     | Лукареллі, Кастільйо, Брандау                 |
| 111                                            | 18-09-2007 | Ліга Чемпіонів, ГЕ            | Україна            | РСК «Олімпійський», Донецьк                       | «Селтік»                 | 2:0     | Брандау, Лукареллі                            |
| 112                                            | 03-10-2007 | Ліга Чемпіонів, ГЕ            | Португалія         | «Луж», Лісабон                                    | «Бенфіка»                | 1:0     | Жадсон                                        |
| 113                                            | 24-10-2007 | Ліга Чемпіонів, ГЕ            | Італія             | «Джузеппе Меацца», Мілан                          | «Мілан»                  | 1:4     | Лукареллі                                     |
| 114                                            | 06-11-2007 | Ліга Чемпіонів, ГЕ            | Україна            | РСК «Олімпійський», Донецьк                       | «Мілан»                  | 0:3     |                                               |
| 115                                            | 28-11-2007 | Ліга Чемпіонів, ГЕ            | Шотландія          | «Селтік Парк», Глазго                             | «Селтік»                 | 1:2     | Брандау                                       |
| 116                                            | 04-12-2007 | Ліга Чемпіонів, ГЕ            | Україна            | РСК «Олімпійський», Донецьк                       | «Бенфіка»                | 1:2     | Лукареллі                                     |
| 20-й єврокубковий сезон                        |            |                               |                    |                                                   |                          |         |                                               |
| 117                                            | 13-08-2008 | Ліга Чемпіонів, 3КР           | Україна            | РСК «Олімпійський», Донецьк                       | «Динамо» Загреб          | 2:0     | Срна, Жадсон                                  |
| 118                                            | 27-08-2008 | Ліга Чемпіонів, 3КР           | Хорватія           | «Максимир», Загреб                                | «Динамо» Загреб          | 3:1     | Адріану, Брандау, Вілліан                     |
| 119                                            | 16-09-2008 | Ліга Чемпіонів, ГЕ            | Швейцарія          | «Санкт-Якоб Парк», Базель                         | «Базель»                 | 2:1     | Фернандінью, Жадсон                           |
| 120                                            | 01-10-2008 | Ліга Чемпіонів, ГЕ            | Україна            | РСК «Олімпійський», Донецьк                       | «Барселона»              | 1:2     | Ілсінью                                       |
| 121                                            | 22-10-2008 | Ліга Чемпіонів, ГЕ            | Україна            | РСК «Олімпійський», Донецьк                       | «Спортінг»               | 0:1     |                                               |
| 122                                            | 04-11-2008 | Ліга Чемпіонів, ГЕ            | Португалія         | «Жозе Алваладе», Лісабон                          | «Спортінг»               | 0:1     |                                               |
| 123                                            | 26-11-2008 | Ліга Чемпіонів, ГЕ            | Україна            | РСК «Олімпійський», Донецьк                       | «Базель»                 | 5:0     | Жадсон—3, Вілліан, Є. Селезньов               |
| 124                                            | 09-12-2008 | Ліга Чемпіонів, ГЕ            | Іспанія            | «Камп Ноу», Барселона                             | «Барселона»              | 3:2     | Гладкий—2, Фернандінью                        |
| 125                                            | 19-02-2009 | Кубок УЄФА, 1/16              | Україна            | РСК «Олімпійський», Донецьк                       | «Тоттенгем Готспур»      | 2:0     | Є. Селезньов, Жадсон                          |
| 126                                            | 26-02-2009 | Кубок УЄФА, 1/16              | Англія             | «Вайт Гарт Лейн», Лондон                          | «Тоттенгем Готспур»      | 1:1     | Фернандінью                                   |
| 127                                            | 12-03-2009 | Кубок УЄФА, 1/8               | Росія              | «Лужники», Москва                                 | «ЦСКА» Москва            | 0:1     |                                               |
| 128                                            | 19-03-2009 | Кубок УЄФА, 1/8               | Україна            | РСК «Олімпійський», Донецьк                       | «ЦСКА» Москва            | 2:0     | Фернандінью, Адріану                          |
| 129                                            | 09-04-2009 | Кубок УЄФА, 1/4               | Україна            | РСК «Олімпійський», Донецьк                       | «Олімпік» Марсель        | 2:0     | Гюбшман, Жадсон                               |
| 130                                            | 16-04-2009 | Кубок УЄФА, 1/4               | Франція            | «Велодром», Марсель                               | «Олімпік» Марсель        | 2:1     | Фернандінью, Адріану                          |
| 131                                            | 30-04-2009 | Кубок УЄФА, 1/2               | Україна            | «Динамо» імені Валерія Лобановського, Київ        | «Динамо» Київ            | 1:1     | Фернандінью                                   |
| 132                                            | 07-05-2009 | Кубок УЄФА, 1/2               | Україна            | РСК «Олімпійський», Донецьк                       | «Динамо» Київ            | 2:1     | Жадсон, Ілсінью                               |
| 133                                            | 20-05-2009 | Кубок УЄФА, Фінал             | Туреччина          | «Шюкрю Сараджоглу», Стамбул                       | «Вердер»                 | 2:1     | Адріану, Жадсон                               |
| 21-й єврокубковий сезон                        |            |                               |                    |                                                   |                          |         |                                               |
| 134                                            | 29-07-2009 | Ліга Чемпіонів, 3КР           | Україна            | РСК «Олімпійський», Донецьк                       | «Тімішоара»              | 2:2     | Гладкий, Фернандінью                          |
| 135                                            | 05-08-2009 | Ліга Чемпіонів, 3КР           | Румунія            | «Дан Пелтінішану», Тімішоара                      | «Тімішоара»              | 0:0     |                                               |
| 136                                            | 20-08-2009 | Ліга Європи, стикові матчі    | Туреччина          | «4 вересня», Сівас                                | «Сівасспор»              | 3:0     | Гай, Ілсінью, Кобін                           |
| 137                                            | 25-08-2009 | Ліга Європи, стикові матчі    | Україна            | РСК «Олімпійський», Донецьк                       | «Сівасспор»              | 2:0     | Жадсон, Адріану                               |
| 138                                            | 28-08-2009 | Суперкубок УЄФА               | Монако             | «Луї ІІ», Фонтвілль                               | «Барселона»              | 0:1     |                                               |
| 139                                            | 17-09-2009 | Ліга Європи, ГЕ               | Бельгія            | «Ян Брейдел», Брюгге                              | «Брюгге»                 | 4:1     | Гай, Вілліан, Срна, Кравченко                 |
| 140                                            | 01-10-2009 | Ліга Європи, ГЕ               | Україна            | «Донбас Арена», Донецьк                           | «Партизан»               | 4:1     | Ломич (аг), Адріану, Жадсон, Ракицький        |
| 141                                            | 22-10-2009 | Ліга Європи, ГЕ               | Україна            | «Донбас Арена», Донецьк                           | «Тулуза»                 | 4:0     | Фернандінью, Адріану—2, Гюбшман               |
| 142                                            | 05-11-2009 | Ліга Європи, ГЕ               | Франція            | «Муніципальний», Тулуза                           | «Тулуза»                 | 2:0     | Адріану, Гай                                  |
| 143                                            | 03-12-2009 | Ліга Європи, ГЕ               | Україна            | «Донбас Арена», Донецьк                           | «Брюгге»                 | 0:0     |                                               |
| 144                                            | 16-12-2009 | Ліга Європи, ГЕ               | Сербія             | «Партизан», Белград                               | «Партизан»               | 0:1     |                                               |
| 145                                            | 18-02-2010 | Ліга Європи, 1/16             | Англія             | «Крейвен Коттедж», Лондон                         | «Фулхем»                 | 1:2     | Адріану                                       |
| 146                                            | 25-02-2010 | Ліга Європи, 1/16             | Україна            | «Донбас Арена», Донецьк                           | «Фулхем»                 | 1:1     | Жадсон                                        |
| 22-й єврокубковий сезон                        |            |                               |                    |                                                   |                          |         |                                               |
| 147                                            | 15-09-2010 | Ліга Чемпіонів, ГЕ            | Україна            | «Донбас Арена», Донецьк                           | «Партизан»               | 1:0     | Срна                                          |
| 148                                            | 28-09-2010 | Ліга Чемпіонів, ГЕ            | Португалія         | «Брага Мунісіпал», Брага                          | «Спортінг» Брага         | 3:0     | Адріану—2, Коста                              |
| 149                                            | 19-10-2010 | Ліга Чемпіонів, ГЕ            | Англія             | «Емірейтс», Лондон                                | «Арсенал»                | 1:5     | Едуардо                                       |
| 150                                            | 03-11-2010 | Ліга Чемпіонів, ГЕ            | Україна            | «Донбас Арена», Донецьк                           | «Арсенал»                | 2:1     | Чигринський, Едуардо                          |
| 151                                            | 23-11-2010 | Ліга Чемпіонів, ГЕ            | Сербія             | «Партизан», Белград                               | «Партизан»               | 3:0     | Степаненко, Жадсон, Едуардо                   |
| 152                                            | 08-12-2010 | Ліга Чемпіонів, ГЕ            | Україна            | «Донбас Арена», Донецьк                           | «Спортінг» Брага         | 2:0     | Рац, Адріану                                  |
| 153                                            | 16-02-2011 | Ліга Чемпіонів, 1/8           | Італія             | «Стадіо Олімпіко», Рим                            | «Рома»                   | 3:2     | Жадсон, Коста, Адріану                        |
| 154                                            | 08-03-2011 | Ліга Чемпіонів, 1/8           | Україна            | «Донбас Арена», Донецьк                           | «Рома»                   | 3:0     | Вілліан—2, Едуардо                            |
| 155                                            | 06-04-2011 | Ліга Чемпіонів, 1/4           | Іспанія            | «Камп Ноу», Барселона                             | «Барселона»              | 1:5     | Ракицький                                     |
| 156                                            | 12-04-2011 | Ліга Чемпіонів, 1/4           | Україна            | «Донбас Арена», Донецьк                           | «Барселона»              | 0:1     |                                               |
| 23-й єврокубковий сезон                        |            |                               |                    |                                                   |                          |         |                                               |
| 157                                            | 13-09-2011 | Ліга Чемпіонів, ГЕ            | Португалія         | «Драгау», Порту                                   | «Порту»                  | 1:2     | Адріану                                       |
| 158                                            | 28-09-2011 | Ліга Чемпіонів, ГЕ            | Україна            | «Донбас Арена», Донецьк                           | «АПОЕЛ»                  | 1:1     | Жадсон                                        |
| 159                                            | 19-10-2011 | Ліга Чемпіонів, ГЕ            | Україна            | «Донбас Арена», Донецьк                           | «Зеніт»                  | 2:2     | Вілліан, Адріану                              |
| 160                                            | 01-11-2011 | Ліга Чемпіонів, ГЕ            | Росія              | «Петровський», Санкт-Петербург                    | «Зеніт»                  | 0:1     |                                               |
| 161                                            | 23-11-2011 | Ліга Чемпіонів, ГЕ            | Україна            | «Донбас Арена», Донецьк                           | «Порту»                  | 0:2     |                                               |
| 162                                            | 06-12-2011 | Ліга Чемпіонів, ГЕ            | Кіпр               | «ГСП», Нікосія                                    | «АПОЕЛ»                  | 2:0     | Адріано, Є. Селезньов                         |
| 24-й єврокубковий сезон                        |            |                               |                    |                                                   |                          |         |                                               |
| 163                                            | 19-09-2012 | Ліга Чемпіонів, ГЕ            | Україна            | «Донбас Арена», Донецьк                           | «Нордшелланд»            | 2:0     | Мхітарян—2                                    |
| 164                                            | 02-10-2012 | Ліга Чемпіонів, ГЕ            | Італія             | «Ювентус Стедіум», Турин                          | «Ювентус»                | 1:1     | Тейшейра                                      |
| 165                                            | 23-10-2012 | Ліга Чемпіонів, ГЕ            | Україна            | «Донбас Арена», Донецьк                           | «Челсі»                  | 2:1     | Тейшейра, Фернандінью                         |
| 166                                            | 07-11-2012 | Ліга Чемпіонів, ГЕ            | Англія             | «Стемфорд Бридж», Лондон                          | «Челсі»                  | 2:3     | Вілліан—2                                     |
| 167                                            | 20-11-2012 | Ліга Чемпіонів, ГЕ            | Данія              | «Паркен», Копенгаген                              | «Нордшелланд»            | 5:2     | Адріану—3, Вілліан—2                          |
| 168                                            | 05-12-2012 | Ліга Чемпіонів, ГЕ            | Україна            | «Донбас Арена», Донецьк                           | «Ювентус»                | 0:1     |                                               |
| 169                                            | 13-02-2013 | Ліга Чемпіонів, 1/8           | Україна            | «Донбас Арена», Донецьк                           | «Боруссія» Дортмунд      | 2:2     | Срна, Коста                                   |
| 170                                            | 05-03-2013 | Ліга Чемпіонів, 1/8           | Німеччина          | «Зігналь Ідуна Парк», Дортмунд                    | «Боруссія» Дортмунд      | 0:3     |                                               |
| 25-й єврокубковий сезон                        |            |                               |                    |                                                   |                          |         |                                               |
| 171                                            | 17-09-2013 | Ліга Чемпіонів, ГЕ            | Іспанія            | «Аноета», Сан-Себастьян                           | «Реал Сосьєдад»          | 2:0     | Тейшейра—2                                    |
| 172                                            | 02-10-2013 | Ліга Чемпіонів, ГЕ            | Україна            | «Донбас Арена», Донецьк                           | «Манчестер Юнайтед»      | 1:1     | Тайсон                                        |
| 173                                            | 23-10-2013 | Ліга Чемпіонів, ГЕ            | Німеччина          | «БайАрена», Леверкузен                            | «Баєр 04»                | 0:4     |                                               |
| 174                                            | 05-11-2013 | Ліга Чемпіонів, ГЕ            | Україна            | «Донбас Арена», Донецьк                           | «Баєр 04»                | 0:0     |                                               |
| 175                                            | 27-11-2013 | Ліга Чемпіонів, ГЕ            | Україна            | «Донбас Арена», Донецьк                           | «Реал Сосьєдад»          | 4:0     | Адріану, Тейшейра, Коста—2                    |
| 176                                            | 10-12-2013 | Ліга Чемпіонів, ГЕ            | Англія             | «Олд Траффорд», Манчестер                         | «Манчестер Юнайтед»      | 0:1     |                                               |
| 177                                            | 20-02-2014 | Ліга Європи, 1/16             | Чехія              | «Дусан Арена», Пльзень                            | «Вікторія» Пльзень       | 1:1     | Адріану                                       |
| 178                                            | 27-02-2014 | Ліга Європи, 1/16             | Україна            | «Донбас Арена», Донецьк                           | «Вікторія» Пльзень       | 1:2     | Адріану                                       |
| 26-й єврокубковий сезон                        |            |                               |                    |                                                   |                          |         |                                               |
| 179                                            | 17-09-2014 | Ліга Чемпіонів, ГЕ            | Іспанія            | «Сан-Мамес», Більбао                              | «Атлетік»                | 0:0     |                                               |
| 180                                            | 30-09-2014 | Ліга Чемпіонів, ГЕ            | Україна            | «Арена Львів», Львів                              | «Порту»                  | 2:2     | Тейшейра, Адріану                             |
| 181                                            | 21-10-2014 | Ліга Чемпіонів, ГЕ            | Білорусь           | «Борисов Арена», Борисов                          | «БАТЕ»                   | 7:0     | Тейшейра, Адріану—5, Коста                    |
| 182                                            | 05-11-2014 | Ліга Чемпіонів, ГЕ            | Україна            | «Арена Львів», Львів                              | «БАТЕ»                   | 5:0     | Срна, Тейшейра, Адріану-3                     |
| 183                                            | 25-11-2014 | Ліга Чемпіонів, ГЕ            | Україна            | «Арена Львів», Львів                              | «Атлетік»                | 0:1     |                                               |
| 184                                            | 10-12-2014 | Ліга Чемпіонів, ГЕ            | Португалія         | «Драгау», Порту                                   | «Порту»                  | 1:1     | Степаненко                                    |
| 185                                            | 17-02-2015 | Ліга Чемпіонів, 1/8           | Україна            | «Арена Львів», Львів                              | «Баварія»                | 0:0     |                                               |
| 186                                            | 11-03-2015 | Ліга Чемпіонів, 1/8           | Німеччина          | «Альянц Арена», Мюнхен                            | «Баварія»                | 0:7     |                                               |
| 27-й єврокубковий сезон                        |            |                               |                    |                                                   |                          |         |                                               |
| 187                                            | 27-07-2015 | Ліга Чемпіонів, 3КР           | Туреччина          | «Шюкрю Сараджоглу», Стамбул                       | «Фенербахче»             | 0:0     |                                               |
| 188                                            | 05-08-2015 | Ліга Чемпіонів, 3КР           | Україна            | «Арена Львів», Львів                              | «Фенербахче»             | 3:0     | Гладкий, Срна, Тейшейра                       |
| 189                                            | 19-08-2015 | Ліга Чемпіонів, раунд плей-оф | Австрія            | «Ернст Гаппель», Відень                           | «Рапід» Відень           | 1:0     | Марлос                                        |
| 190                                            | 25-08-2015 | Ліга Чемпіонів, раунд плей-оф | Україна            | «Арена Львів», Львів                              | «Рапід» Відень           | 2:2     | Марлос, Гладкий                               |
| 191                                            | 16-09-2015 | Ліга Чемпіонів, ГЕ            | Іспанія            | «Сантьяго Бернабеу», Мадрид                       | «Реал» Мадрид            | 0:4     |                                               |
| 192                                            | 30-09-2015 | Ліга Чемпіонів, ГЕ            | Україна            | «Арена Львів», Львів                              | «Парі Сен-Жермен»        | 0:3     |                                               |
| 193                                            | 21-10-2015 | Ліга Чемпіонів, ГЕ            | Швеція             | «Сведбанк», Мальме                                | «Мальме»                 | 0:1     |                                               |
| 194                                            | 03-11-2015 | Ліга Чемпіонів, ГЕ            | Україна            | «Арена Львів», Львів                              | «Мальме»                 | 4:0     | Гладкий, Срна, Едуардо, Тейшейра              |
| 195                                            | 25-11-2015 | Ліга Чемпіонів, ГЕ            | Україна            | «Арена Львів», Львів                              | «Реал» Мадрид            | 3:4     | Тейшейра—2, Дентінью                          |
| 196                                            | 08-12-2015 | Ліга Чемпіонів, ГЕ            | Франція            | «Парк де Пренс», Париж                            | «Парі Сен-Жермен»        | 0:2     |                                               |
| 197                                            | 18-02-2016 | Ліга Європи, 1/16             | Україна            | «Арена Львів», Львів                              | «Шальке 04»              | 0:0     |                                               |
| 198                                            | 25-02-2016 | Ліга Європи, 1/16             | Німеччина          | «Фельтінс-Арена», Гельзенкірхен                   | «Шальке 04»              | 3:0     | Марлос, Феррейра, Коваленко                   |
| 199                                            | 10-03-2016 | Ліга Європи, 1/8              | Україна            | «Арена Львів», Львів                              | «Андерлехт»              | 3:1     | Тайсон, Кучер, Едуардо                        |
| 200                                            | 17-03-2016 | Ліга Європи, 1/8              | Бельгія            | «Констант Ванден Сток», Брюссель                  | «Андерлехт»              | 1:0     | Едуардо                                       |
| 201                                            | 07-04-2016 | Ліга Європи, 1/4              | Португалія         | «Ештадіу Мунісіпал», Брага                        | «Брага»                  | 2:1     | Ракицький, Феррейра                           |
| 202                                            | 14-04-2016 | Ліга Європи, 1/4              | Україна            | «Арена Львів», Львів                              | «Брага»                  | 4:0     | Срна, Рікарду Феррейра (аг—2) Коваленко       |
| 203                                            | 28-04-2016 | Ліга Європи, 1/2              | Україна            | «Арена Львів», Львів                              | «Севілья»                | 2:2     | Марлос, Степаненко                            |
| 204                                            | 05-05-2016 | Ліга Європи, 1/2              | Іспанія            | «Рамон Санчес Пісхуан», Севілья                   | «Севілья»                | 1:3     | Едуардо                                       |
| 28-й єврокубковий сезон                        |            |                               |                    |                                                   |                          |         |                                               |
| Тренер — Паулу Фонсека                         |            |                               |                    |                                                   |                          |         |                                               |
| 205                                            | 26-07-2016 | Ліга Чемпіонів, 3КР           | Україна            | «Арена Львів», Львів                              | «Янг Бойз»               | 2:0     | Бернард, Є. Селезньов                         |
| 206                                            | 03-08-2016 | Ліга Чемпіонів, 3КР           | Швейцарія          | «Стад де Суїсс», Берн                             | «Янг Бойз»               | 0:22:4  |                                               |
| 207                                            | 18-08-2016 | Ліга Європи, раунд плей-оф    | Туреччина          | «Фатіх Терім Башакшехір», Стамбул                 | «Істанбул Башакшехір»    | 2:1     | Цикаллеші (аг), Коваленко                     |
| 208                                            | 25-08-2016 | Ліга Європи, раунд плей-оф    | Україна            | «Арена Львів», Львів                              | «Істанбул Башакшехір»    | 2:0     | Аттама (аг), Марлос                           |
| 209                                            | 15-09-2016 | Ліга Європи, ГЕ               | Туреччина          | «Конья Бююкшехір», Конья                          | «Коньяспор»              | 1:0     | Феррейра                                      |
| 210                                            | 29-09-2016 | Ліга Європи, ГЕ               | Україна            | «Арена Львів», Львів                              | «Брага»                  | 2:0     | Степаненко, Коваленко                         |
| 211                                            | 20-10-2016 | Ліга Європи, ГЕ               | Україна            | «Арена Львів», Львів                              | «Гент»                   | 5:0     | Коваленко, Феррейра, Бернард, Тайсон, Малишев |
| 212                                            | 03-11-2016 | Ліга Європи, ГЕ               | Бельгія            | «Геламко Арена», Гент                             | «Гент»                   | 5:3     | Марлос, Тайсон, Степаненко, Фред, Феррейра    |
| 213                                            | 24-11-2016 | Ліга Європи, ГЕ               | Україна            | «Арена Львів», Львів                              | «Коньяспор»              | 4:0     | Бардакджи (аг), Дентінью, Едуардо, Бернард    |
| 214                                            | 08-12-2016 | Ліга Європи, ГЕ               | Португалія         | «Ештадіу Мунісіпал», Брага                        | «Брага»                  | 4:2     | Кривцов—2, Тайсон—2                           |
| 215                                            | 16-02-2017 | Ліга Європи, 1/16             | Іспанія            | «Балаїдос», Віго                                  | «Сельта»                 | 1:0     | Бланко Лещук                                  |
| 216                                            | 23-02-2017 | Ліга Європи, 1/16             | Україна            | «Металіст», Харків                                | «Сельта»                 | 0:2     |                                               |
| 29-й єврокубковий сезон                        |            |                               |                    |                                                   |                          |         |                                               |
| 217                                            | 13-09-2017 | Ліга Чемпіонів, ГЕ            | Україна            | «Металіст», Харків                                | «Наполі»                 | 2:1     | Тайсон, Феррейра                              |
| 218                                            | 26-09-2017 | Ліга Чемпіонів, ГЕ            | Англія             | «Міський стадіон», Манчестер                      | «Манчестер Сіті»         | 0:2     |                                               |
| 219                                            | 17-10-2017 | Ліга Чемпіонів, ГЕ            | Нідерланди         | «Феєнорд», Роттердам                              | «Феєнорд»                | 2:1     | Бернард—2                                     |
| 220                                            | 01-11-2017 | Ліга Чемпіонів, ГЕ            | Україна            | «Металіст», Харків                                | «Феєнорд»                | 3:1     | Феррейра, Марлос—2                            |
| 221                                            | 21-11-2017 | Ліга Чемпіонів, ГЕ            | Італія             | «Сан-Паоло», Неаполь                              | «Наполі»                 | 0:3     |                                               |
| 222                                            | 06-12-2017 | Ліга Чемпіонів, ГЕ            | Україна            | «Металіст», Харків                                | «Манчестер Сіті»         | 2:1     | Бернард, Ісмаїлі                              |
| 223                                            | 21-02-2018 | Ліга Чемпіонів, 1/8           | Україна            | «Металіст», Харків                                | «Рома»                   | 2:1     | Феррейра, Фред                                |
| 224                                            | 13-03-2018 | Ліга Чемпіонів, 1/8           | Італія             | «Стадіо Олімпіко», Рим                            | «Рома»                   | 0:1     |                                               |
| 30-й єврокубковий сезон                        |            |                               |                    |                                                   |                          |         |                                               |
| 225                                            | 19-09-2018 | Ліга Чемпіонів, ГЕ            | Україна            | «Металіст», Харків                                | «Гоффенгайм 1899»        | 2:2     | Ісмаїлі, Майкон                               |
| 226                                            | 02-10-2018 | Ліга Чемпіонів, ГЕ            | Франція            | «Парк Олімпік Ліонне», Десін-Шарп'є               | «Олімпік» Ліон           | 2:2     | Мораес—2                                      |
| 227                                            | 23-10-2018 | Ліга Чемпіонів, ГЕ            | Україна            | «Металіст», Харків                                | «Манчестер Сіті»         | 0:3     |                                               |
| 228                                            | 07-11-2018 | Ліга Чемпіонів, ГЕ            | Англія             | «Міський стадіон», Манчестер                      | «Манчестер Сіті»         | 0:6     |                                               |
| 229                                            | 27-11-2018 | Ліга Чемпіонів, ГЕ            | Німеччина          | «Рейн-Некар-Арена», Зінсгайм                      | «Гоффенгайм 1899»        | 3:2     | Ісмаїлі, Тайсон—2                             |
| 230                                            | 12-12-2018 | Ліга Чемпіонів, ГЕ            | Україна            | «Металіст», Харків                                | «Олімпік» Ліон           | 1:1     | Мораес                                        |
| 231                                            | 14-02-2019 | Ліга Європи, 1/16             | Україна            | «Металіст», Харків                                | «Айнтрахт» Франкфурт     | 2:2     | Марлос, Тайсон                                |
| 232                                            | 21-02-2019 | Ліга Європи, 1/16             | Німеччина          | «Коммерцбанк-Арена», Франкфурт-на-Майні           | «Айнтрахт» Франкфурт     | 1:4     | Мораес                                        |
| 31-й єврокубковий сезон                        |            |                               |                    |                                                   |                          |         |                                               |
| Тренер — Луїш Каштру                           |            |                               |                    |                                                   |                          |         |                                               |
| 233                                            | 18-09-2019 | Ліга Чемпіонів, ГЕ            | Україна            | «Металіст», Харків                                | «Манчестер Сіті»         | 0:3     |                                               |
| 234                                            | 01-10-2019 | Ліга Чемпіонів, ГЕ            | Італія             | «Сан-Сіро», Мілан                                 | «Аталанта»               | 2:1     | Мораес, Соломон                               |
| 235                                            | 22-10-2019 | Ліга Чемпіонів, ГЕ            | Україна            | «Металіст», Харків                                | «Динамо» Загреб          | 2:2     | Коноплянка, Додо                              |
| 236                                            | 06-11-2019 | Ліга Чемпіонів, ГЕ            | Хорватія           | «Максимир», Загреб                                | «Динамо» Загреб          | 3:3     | Алан Патрік, Мораес, Тете                     |
| 237                                            | 26-11-2019 | Ліга Чемпіонів, ГЕ            | Англія             | «Міський стадіон», Манчестер                      | «Манчестер Сіті»         | 1:1     | Соломон                                       |
| 238                                            | 11-12-2019 | Ліга Чемпіонів, ГЕ            | Україна            | «Металіст», Харків                                | «Аталанта»               | 0:3     |                                               |
| 239                                            | 20-02-2020 | Ліга Європи, 1/16             | Україна            | «Металіст», Харків                                | «Бенфіка»                | 2:1     | Алан Патрік, Коваленко                        |
| 240                                            | 27-02-2020 | Ліга Європи, 1/16             | Португалія         | «Да Луж», Лісабон                                 | «Бенфіка»                | 3:3     | Діаш (аг), Степаненко, Алан Патрік            |
| 241                                            | 12-03-2020 | Ліга Європи, 1/8              | Німеччина          | «Фольксваген Арена», Вольфсбург                   | «Вольфсбург»             | 2:1     | Мораес, Маркос Антоніо                        |
| 242                                            | 05-08-2020 | Ліга Європи, 1/8              | Україна            | «Олімпійський», Київ                              | «Вольфсбург»             | 3:0     | Мораес—2, Соломон                             |
| 243                                            | 11-08-2020 | Ліга Європи, 1/4              | Німеччина          | «Фельтінс-Арена», Гельзенкірхен                   | «Базель»                 | 4:1     | Мораес, Тайсон, Алан Патрік, Додо             |
| 244                                            | 17-08-2020 | Ліга Європи, 1/2              | Німеччина          | «Меркур Шпіль-арена», Дюссельдорф                 | «Інтернаціонале»         | 0:5     |                                               |
| 32-й єврокубковий сезон                        |            |                               |                    |                                                   |                          |         |                                               |
| 245                                            | 21-10-2020 | Ліга Чемпіонів, ГЕ            | Іспанія            | «Альфредо Ді Стефано», Мадрид                     | «Реал» Мадрид            | 3:2     | Тете, Варан (аг), Соломон                     |
| 246                                            | 27-10-2020 | Ліга Чемпіонів, ГЕ            | Україна            | «Олімпійський», Київ                              | «Інтернаціонале»         | 0:0     |                                               |
| 247                                            | 03-11-2020 | Ліга Чемпіонів, ГЕ            | Україна            | «Олімпійський», Київ                              | «Боруссія» Менхенгладбах | 0:6     |                                               |
| 248                                            | 25-11-2020 | Ліга Чемпіонів, ГЕ            | Німеччина          | «Боруссія Парк», Менхенгладбах                    | «Боруссія» Менхенгладбах | 0:4     |                                               |
| 249                                            | 01-12-2020 | Ліга Чемпіонів, ГЕ            | Україна            | «Олімпійський», Київ                              | «Реал» Мадрид            | 2:0     | Дентіньйо, Соломон                            |
| 250                                            | 09-12-2020 | Ліга Чемпіонів, ГЕ            | Італія             | «Сан-Сіро», Мілан                                 | «Інтернаціонале»         | 0:0     |                                               |
| 251                                            | 18-02-2021 | Ліга Європи, 1/16             | Ізраїль            | «Блумфілд», Тель-Авів                             | «Маккабі» Тель-Авів      | 2:0     | Алан Патрік, Тете                             |
| 252                                            | 25-02-2021 | Ліга Європи, 1/16             | Україна            | «Олімпійський», Київ                              | «Маккабі» Тель-Авів      | 1:0     | Мораес                                        |
| 253                                            | 11-03-2021 | Ліга Європи, 1/8              | Італія             | «Олімпійський стадіон», Рим                       | «Рома»                   | 0:3     |                                               |
| 254                                            | 18-03-2021 | Ліга Європи, 1/8              | Україна            | «Олімпійський», Київ                              | «Рома»                   | 1:2     | Мораес                                        |
| 33-й єврокубковий сезон                        |            |                               |                    |                                                   |                          |         |                                               |
| Тренер — Роберто Де Дзербі                     |            |                               |                    |                                                   |                          |         |                                               |
| 255                                            | 03-08-2021 | Ліга Чемпіонів, 3КР           | Бельгія            | «Люмінус Арена», Генк                             | «Генк»                   | 2:1     | Тете, Патрік                                  |
| 256                                            | 10-08-2021 | Ліга Чемпіонів, 3КР           | Україна            | «Олімпійський», Київ                              | «Генк»                   | 2:1     | Траоре, Маркос Антоніо                        |
| 257                                            | 17-08-2021 | Ліга Чемпіонів, раунд плей-оф | Монако             | «Луї II», Монако                                  | «Монако»                 | 1:0     | Педріньйо                                     |
| 258                                            | 25-08-2021 | Ліга Чемпіонів, раунд плей-оф | Україна            | «Металіст», Харків                                | «Монако»                 | 2:2     | Марлос, Агілар (аг)                           |
| 259                                            | 15-09-2021 | Ліга Чемпіонів, ГЕ            | Молдова            | «Шериф», Тирасполь                                | «Шериф»                  | 0:2     |                                               |
| 260                                            | 28-09-2021 | Ліга Чемпіонів, ГЕ            | Україна            | «Олімпійський», Київ                              | «Інтернаціонале»         | 0:0     |                                               |
| 261                                            | 19-10-2021 | Ліга Чемпіонів, ГЕ            | Україна            | «Олімпійський», Київ                              | «Реал» Мадрид            | 0:5     |                                               |
| 262                                            | 03-11-2021 | Ліга Чемпіонів, ГЕ            | Іспанія            | «Сантьяго Бернабеу», Мадрид                       | «Реал» Мадрид            | 1:2     | Фернандо                                      |
| 263                                            | 24-11-2021 | Ліга Чемпіонів, ГЕ            | Італія             | «Сан-Сіро», Мілан                                 | «Інтернаціонале»         | 0:2     |                                               |
| 264                                            | 07-12-2021 | Ліга Чемпіонів, ГЕ            | Україна            | «Олімпійський», Київ                              | «Шериф»                  | 1:1     | Фернандо                                      |
| 34-й єврокубковий сезон                        |            |                               |                    |                                                   |                          |         |                                               |
| Тренер — Ігор Йовічевич                        |            |                               |                    |                                                   |                          |         |                                               |
| 265                                            | 06-09-2022 | Ліга Чемпіонів, ГЕ            | Німеччина          | «Ред Булл Арена», Лейпциг                         | «РБ Лейпциг»             | 4:1     | Швед—2, Мудрик, Траоре                        |
| 266                                            | 14-09-2022 | Ліга Чемпіонів, ГЕ            | Польща             | «Війська Польського», Варшава                     | «Селтік»                 | 1:1     | Мудрик                                        |
| 267                                            | 05-10-2022 | Ліга Чемпіонів, ГЕ            | Іспанія            | «Сантьяго Бернабеу», Мадрид                       | «Реал» Мадрид            | 1:2     | Зубков                                        |
| 268                                            | 11-10-2022 | Ліга Чемпіонів, ГЕ            | Польща             | «Війська Польського», Варшава                     | «Реал» Мадрид            | 1:1     | Зубков                                        |
| 269                                            | 25-10-2022 | Ліга Чемпіонів, ГЕ            | Шотландія          | «Селтік Парк», Глазго                             | «Селтік»                 | 1:1     | Мудрик                                        |
| 270                                            | 02-11-2022 | Ліга Чемпіонів, ГЕ            | Польща             | «Війська Польського», Варшава                     | «РБ Лейпциг»             | 0:4     |                                               |
| 271                                            | 16-02-2023 | Ліга Європи, стикові матчі    | Польща             | «Війська Польського», Варшава                     | «Ренн»                   | 2:1     | Криськів, Бондаренко                          |
| 272                                            | 23-02-2023 | Ліга Європи, стикові матчі    | Франція            | «Руазон Парк», Ренн                               | «Ренн»                   | 1:25:4  | Белосьян (аг)                                 |
| 273                                            | 09-03-2023 | Ліга Європи, 1/8              | Польща             | «Війська Польського», Варшава                     | «Феєнорд»                | 1:1     | Ракицький                                     |
| 274                                            | 16-03-2023 | Ліга Європи, 1/8              | Нідерланди         | «Феєнорд», Роттердам                              | «Феєнорд»                | 1:7     | Келсі                                         |
| 35-й єврокубковий сезон                        |            |                               |                    |                                                   |                          |         |                                               |
| Тренер — Патрік ван Леувен                     |            |                               |                    |                                                   |                          |         |                                               |
| 275                                            | 19-09-2023 | Ліга чемпіонів, ГЕ            | Німеччина          | «Фолькспаркштадіон», Гамбург                      | «Порту»                  | 1:3     | Келсі                                         |
| 276                                            | 04-10-2023 | Ліга чемпіонів, ГЕ            | Бельгія            | «Босейлстадіон», Антверпен                        | «Антверпен»              | 3:2     | Сікан—2, Ракіцький                            |
| Тренер — Маріно Пушич                          |            |                               |                    |                                                   |                          |         |                                               |
| 277                                            | 25-10-2023 | Ліга чемпіонів, ГЕ            | Іспанія            | «Олімпійський стадіон», Барселона                 | «Барселона»              | 1:2     | Судаков                                       |
| 278                                            | 07-11-2023 | Ліга чемпіонів, ГЕ            | Німеччина          | «Фолькспаркштадіон», Гамбург                      | «Барселона»              | 1:0     | Сікан                                         |
| 279                                            | 28-11-2023 | Ліга чемпіонів, ГЕ            | Німеччина          | «Фолькспаркштадіон», Гамбург                      | «Антверпен»              | 1:0     | Матвієнко                                     |
| 280                                            | 13-12-2023 | Ліга чемпіонів, ГЕ            | Португалія         | «Драгау», Порту                                   | «Порту»                  | 3:5     | Сікан, Еуштакіу (аг), Егіналду                |
| 281                                            | 15-02-2024 | Ліга Європи, стикові матчі    | Німеччина          | «Фолькспаркштадіон», Гамбург                      | «Олімпік» Марсель        | 2:2     | Матвієнко, Егіналду                           |
| 282                                            | 22-02-2024 | Ліга Європи, стикові матчі    | Франція            | «Велодром», Марсель                               | «Олімпік» Марсель        | 1:3     | Судаков                                       |
| 36-й єврокубковий сезон                        |            |                               |                    |                                                   |                          |         |                                               |
| 283                                            | 18-09-2024 | Ліга чемпіонів, ЕЛ            | Італія             | «Ренато Даль'Ара», Болонья                        | «Болонья»                | 0:0     |                                               |
| 284                                            | 02-10-2024 | Ліга чемпіонів, ЕЛ            | Німеччина          | «Фелтінс-Арена», Гельзенкірхен                    | «Аталанта»               | 0:3     |                                               |
| 285                                            | 22-10-2024 | Ліга чемпіонів, ЕЛ            | Англія             | «Емірейтс», Лондон                                | «Арсенал»                | 0:1     |                                               |
| 286                                            | 06-11-2024 | Ліга чемпіонів, ЕЛ            | Німеччина          | «Фелтінс-Арена», Гельзенкірхен                    | «Янг Бойз»               | 2:1     | Зубков, Судаков                               |
| 287                                            | 27-11-2024 | Ліга чемпіонів, ЕЛ            | Нідерланди         | «Філіпс», Ейндговен                               | «ПСВ»                    | 2:3     | Сікан, Зубков                                 |
| 288                                            | 10-12-2024 | Ліга чемпіонів, ЕЛ            | Німеччина          | «Фелтінс-Арена», Гельзенкірхен                    | «Баварія»                | 1:5     | Кевін                                         |
| 289                                            | 22-01-2025 | Ліга чемпіонів, ЕЛ            | Німеччина          | «Фелтінс-Арена», Гельзенкірхен                    | «Брест»                  | 2:0     | Кевін, Судаков                                |
| 290                                            | 29-01-2025 | Ліга чемпіонів, ЕЛ            | Німеччина          | «Зігналь-Ідуна-Парк», Дортмунд                    | «Боруссія» Дортмунд      | 1:3     | Марлон Гомес                                  |
| 37-й єврокубковий сезон                        |            |                               |                    |                                                   |                          |         |                                               |
| Тренер — Арда Туран                            |            |                               |                    |                                                   |                          |         |                                               |
| 291                                            | 10-07-2025 | Ліга Європи, 1КР              | Словенія           | «Стожиці», Любляна                                | «Ільвес»                 | 6:0     | Аліссон—2, Еліас, Кевін, Педріньйо, Невертон  |
| 292                                            | 17-07-2025 | Ліга Європи, 1КР              | Фінляндія          | «Таммела», Тампере                                | «Ільвес»                 | 0:0     |                                               |
| 293                                            | 24-07-2025 | Ліга Європи, 2КР              | Туреччина          | «Водафон Парк», Стамбул                           | «Бешикташ»               | 4:2     | Аліссон, Егіналду, Кевін—2                    |
| 294                                            | 31-07-2025 | Ліга Європи, 2КР              | Польща             | «Міський стадіон імені Генрика Реймана», Краків   | «Бешикташ»               | 2:0     | Кевін, Еліас                                  |
| 295                                            | 07-08-2025 | Ліга Європи, 3КР              | Греція             | «Олімпійський стадіон», Афіни                     | «Панатінаїкос»           | 0:0     |                                               |
| 296                                            | 14-08-2025 | Ліга Європи, 3КР              | Польща             | «Міський стадіон імені Генрика Реймана», Краків   | «Панатінаїкос»           | 0:03:4  |                                               |

## Статистика виступів
Нижче в таблиці показано результати виступів «Шахтаря» в європейських клубних турнірах.
| Турнір     | І   | В   | Н  | П   | МЗ  | МП  |
| ---------- | --- | --- | -- | --- | --- | --- |
| ЛЧ         | 166 | 63  | 37 | 66  | 232 | 259 |
| ЛЄ (КУЄФА) | 106 | 56  | 19 | 32  | 178 | 133 |
| КК         | 18  | 8   | 5  | 5   | 32  | 24  |
| КІ         | 4   | 1   | 1  | 2   | 5   | 8   |
| СК         | 1   | 0   | 0  | 1   | 0   | 1   |
| Всього     | 296 | 128 | 62 | 106 | 447 | 425 |

*ЛЧ — Ліга Чемпіонів УЄФА, ЛЄ — Ліга Європи, КУЄФА — Кубок УЄФА, КК — Кубок Кубків УЄФА, КІ — Кубок Інтертото, СК — Суперкубок Уєфа, І — проведено ігор, В — виграші, Н — нічиї, П — програші, МЗ — м'ячів забито, МП — м'ячів пропущено

## Бомбардири
У таблиці перераховано футболістів, які забили більше 5-ти голів в Єврокубках. Жирним позначено гравців, котрі нині виступають за клуб.
| №  | Ім'я              | ЛЧ | ЛЄ (КУЄФА) | КК | Всього |
| -- | ----------------- | -- | ---------- | -- | ------ |
| 1  | Луїс Адріану      | 19 | 10         | 0  | 29     |
| 2  | Жадсон            | 10 | 7          | 0  | 17     |
| 3  | Брандау           | 9  | 6          | 0  | 15     |
| 4  | Фернандінью       | 6  | 7          | 0  | 13     |
| 5  | Сергій Ателькін   | 6  | 0          | 6  | 12     |
| 5  | Андрій Воробей    | 10 | 2          | 0  | 12     |
| 5  | Алекс Тейшейра    | 12 | 0          | 0  | 12     |
| 5  | / Жуніор Мораес   | 5  | 7          | 0  | 12     |
| 6  | Дарійо Срна       | 8  | 3          | 0  | 11     |
| 6  | Джуліус Агахова   | 7  | 4          | 0  | 11     |
| 6  | Тайсон            | 4  | 7          | 0  | 11     |
| 7  | Вілліан           | 9  | 1          | 0  | 10     |
| 7  | / Марлос          | 6  | 4          | 0  | 10     |
| 8  | Чипріан Маріка    | 7  | 2          | 0  | 9      |
| 8  | Едуардо           | 5  | 4          | 0  | 9      |
| 9  | Олександр Гладкий | 8  | 0          | 0  | 8      |
| 9  | Факундо Феррейра  | 3  | 5          | 0  | 8      |
| 10 | Матузалем         | 4  | 3          | 0  | 7      |
| 11 | Елано             | 2  | 4          | 0  | 6      |
| 11 | Геннадій Зубов    | 3  | 1          | 2  | 6      |
| 11 | Геннадій Орбу     | 0  | 3          | 3  | 6      |
| 11 | Дуглас Коста      | 6  | 0          | 0  | 6      |
| 11 | Бернард           | 4  | 2          | 0  | 6      |
| 11 | Віктор Коваленко  | 0  | 6          | 0  | 6      |
| 11 | Тарас Степаненко  | 2  | 4          | 0  | 6      |
| 11 | Кевін             | 2  | 4          | 0  | 6      |

*ЛЧ — Ліга Чемпіонів УЄФА, ЛЄ — Ліга Європи УЄФА, КУЄФА — Кубок УЄФА, КК — Кубок володарів кубків УЄФА